# Alpina sajana
Alpina sajana är en fjärilsart som beskrevs av Eugen Wehrli 1919. Alpina sajana ingår i släktet Alpina och familjen mätare. Inga underarter finns listade i Catalogue of Life.